# Bosse Nunatak
Bosse Nunatak är en nunatak i Antarktis. Den ligger i Östantarktis. Australien gör anspråk på området. Toppen på Bosse Nunatak är 1 104 meter över havet.
Terrängen runt Bosse Nunatak är huvudsakligen lite kuperad. Trakten är obefolkad. Det finns inga samhällen i närheten.